# Fagnano Castello
Fagnano Castello è un comune italiano di 3 266 abitanti della provincia di Cosenza in Calabria. L'abitato è posto a 516 metri s.l.m. alle pendici del Monte Caloria (m 1172), sul versante orientale della Catena Costiera (o Paolana).

## Origini del nome
L'origine del nome Fagnano Castello è tuttora fonte di discussione e intorno ad essa sono state formulate varie ipotesi.
Vincenzo Padula, nell'opera Protogea, ipotizzava che l'etimologia di Fagnano potesse essere ricondotta alla lingua ebraica e fosse correlata alla morfologia montana del suo territorio; per Padula, l'"agnano" di Fagnano sarebbe da ricondurre all'ebraico "hanan", nebbia, nube.
Gerhard Rohlfs, il glottologo tedesco grande conoscitore del meridione d'Italia, trova l'origine del nome nell'espressione latina Fannianum Praedium (proprietà di Fannius).
Un'altra ipotesi considera le origini del nome del paese derivano dal faggio, che domina la fauna locale.
Sono presenti tracce in una località privata situata in una zona montuosa del luogo che fanno pensare alla presenza di un antico torrione, (molto probabilmente questa costruzione, durante il periodo dell'unità d'Italia, era ancora presente) le uniche prove dell'esistenza di questo edificio sono alcuni scavi, risalenti al 2009, che hanno portato alla luce delle fondamenta circolari, che sono state identificate come la base di questo torrione. 
Come accennato in precedenza, molto probabilmente, questo torrione dopo il 1861 era ancora in piedi, questo perché il nome Castello è stato aggiunto per distinguere Fagnano, da altri paesi omonimi in Italia.

## Geografia fisica
Il comune di Fagnano Castello, con i suoi 29,67 km², sorge lungo il versante tirrenico della Catena Costiera, proprio alle pendici del monte Caloria, nell'alte valle dell'Esaro. Il suo territorio vanta una notevole attrattiva naturalistica, grazie alla presenza del corridoio ecologico di interconnessione tra il Massiccio del Pollino e l’Altopiano Silano, denominato Parco Naturale del Monte Caloria (1183 m s.l.m.), il quale ricade interamente entro i confini comunali di Fagnano Castello. Inoltre nel territorio di Fagnano è presente una via istmica segnata dal fiume Follone, che configurava e ancora oggi configura il più breve e facile percorso tra la Sibaritide e Cetraro. La flora è dominata dai faggi, castagne, conifere e querce. Tre valloni solcano il centro abitato:
- Il Fuorilardo (Foralàrdu in dialetto fagnanese), il più importante per lunghezza e per portata, ove nel 1932[7] fu installata ad opera dell'ingegnere Francesco Frassino una centrale elettrica sotto il ponte che sovrasta il vallone[8];
- Il Cannatello (Cannatièddru in dialetto fagnanese), emissario del fiume della Madonna dal casello delle Sponze[9], è il vallone che attraversa la Piazza Ponte;
- Il Giannattilio (Giannattìliu in dialetto fagnanese), che attraversa il Paese aru Jiardìnu (l'attuale via Regina Margherita di Savoia)[10];

Questi valloni vanno tutti a confluire formando il fiume Malosa, che a sua volta confluisce con il fiume Follone nei territori di San Marco Argentano.

### Clima
Nonostante Fagnano Castello si trovi in territori di clima mediterraneo, l'atmosfera si presenta più umida, poiché la città si trova ai piedi di una montagna con ricca vegetazione. Sempre a causa di questa acclività delle pendici, spesse sono le formazioni di nebbie e le precipitazioni, anche nei mesi estivi. La temperatura del paese si trova sempre più bassa di quella dei territori circostanti. Presenta estati calde ed afose ed inverni freddi ed umidi. La tabella climatica di riferimento è quella della Stazione meteorologica di Bonifati.
Di seguito è riportata la tabella con le medie climatiche e i valori massimi e minimi assoluti registrati nel trentennio 1971-2000 e pubblicati nell'Atlante Climatico d'Italia del Servizio Meteorologico dell'Aeronautica Militare relativo al medesimo trentennio.
| BONIFATI (1971-2000)            | Mesi        | Mesi        | Mesi        | Mesi        | Mesi        | Mesi        | Mesi        | Mesi        | Mesi        | Mesi        | Mesi        | Mesi        | Stagioni | Stagioni | Stagioni | Stagioni | Anno  |
| BONIFATI (1971-2000)            | Gen         | Feb         | Mar         | Apr         | Mag         | Giu         | Lug         | Ago         | Set         | Ott         | Nov         | Dic         | Inv      | Pri      | Est      | Aut      | Anno  |
| ------------------------------- | ----------- | ----------- | ----------- | ----------- | ----------- | ----------- | ----------- | ----------- | ----------- | ----------- | ----------- | ----------- | -------- | -------- | -------- | -------- | ----- |
| T. max. media (°C)              | 10,7        | 11,0        | 13,1        | 15,9        | 20,3        | 24,1        | 27,1        | 27,8        | 24,7        | 20,2        | 15,2        | 11,9        | 11,2     | 16,4     | 26,3     | 20,0     | 18,5  |
| T. min. media (°C)              | 5,8         | 5,4         | 6,8         | 8,9         | 13,1        | 16,5        | 19,2        | 19,8        | 17,1        | 13,7        | 9,6         | 7,0         | 6,1      | 9,6      | 18,5     | 13,5     | 11,9  |
| T. max. assoluta (°C)           | 21,0 (1987) | 25,0 (1977) | 25,4 (1991) | 28,4 (1999) | 34,0 (1994) | 37,4 (1982) | 38,6 (1998) | 40,0 (1999) | 36,0 (1975) | 32,6 (1993) | 26,0 (2000) | 24,2 (1989) | 25,0     | 34,0     | 40,0     | 36,0     | 40,0  |
| T. min. assoluta (°C)           | −5,4 (1979) | −3,2 (1991) | −5,0 (1987) | 0,4 (1997)  | 5,0 (1987)  | 8,8 (1980)  | 12,0 (1971) | 12,0 (1977) | 8,4 (1971)  | 2,8 (1978)  | −1,0 (1998) | −2,8 (1991) | −5,4     | −5,0     | 8,8      | −1,0     | −5,4  |
| Giorni di calura (Tmax ≥ 30 °C) | 0           | 0           | 0           | 0           | 0           | 2           | 5           | 8           | 2           | 0           | 0           | 0           | 0        | 0        | 15       | 2        | 17    |
| Giorni di gelo (Tmin ≤ 0 °C)    | 2           | 2           | 1           | 0           | 0           | 0           | 0           | 0           | 0           | 0           | 0           | 1           | 5        | 1        | 0        | 0        | 6     |
| Precipitazioni (mm)             | 92,7        | 105,9       | 84,3        | 94,4        | 57,7        | 35,4        | 23,1        | 37,6        | 64,6        | 113,5       | 140,9       | 130,5       | 329,1    | 236,4    | 96,1     | 319,0    | 980,6 |
| Giorni di pioggia               | 10          | 11          | 9           | 11          | 7           | 4           | 2           | 3           | 6           | 9           | 11          | 11          | 32       | 27       | 9        | 26       | 94    |
| Giorni di nebbia                | 4           | 4           | 4           | 5           | 5           | 2           | 1           | 0           | 1           | 1           | 2           | 3           | 11       | 14       | 3        | 4        | 32    |
| Umidità relativa media (%)      | 79          | 77          | 75          | 75          | 76          | 76          | 75          | 74          | 74          | 78          | 79          | 80          | 78,7     | 75,3     | 75       | 77       | 76,5  |

## Storia

### Età antica
Intorno alla nascita di Fagnano Castello esistono diverse teorie e leggende. Una vuole che il paese sia stato fondato da alcuni abitanti in fuga da Malvito dopo aver ucciso il Principe del quale non accettavano la tirannia. Dopo alcuni studi, condotti dall'Architetto Gennaro Sinimarco, il quale ha scritto anche un libro al riguardo: Fagnano Castello La Storia dal 989 al 2009, si è evinto, che è vero che alcuni abitanti di Malvito siano scappati dal loro paese, ma la comunità fagnanese era già presente da tempo sul territorio. A conferma di tale ipotesi (e dell'ipotesi etimologica di Rohlfs) sono stati rinvenuti alcuni denari romani risalenti al 123 a.C con, all'esergo del rovescio, l'iscrizione M.FAN.C.F, ovvero Marcus Fannius Caii Filius.

### Medioevo ed età moderna

#### Dominazione longobarda
Sotto il dominio longobardo, i fagnanesi erano sudditi del Gastaldo di Malvito. I fagnanesi erano angariati dal Gastaldo al quale dovevano pesanti tributi, che generarono una qualche ribellione, che venne soppressa violentemente.

#### La dinastia normanno-sveva
Nel 1050, con la conquista normanna dell'Italia meridionale, la Valle del Crati (e così anche Fagnano) entrarono a far parte del ducato di Puglia e Calabria sotto la guida di Roberto il Guiscardo. Di ciò ne abbiamo notizia grazie al monaco benedettino Goffredo Malaterra, il quale giunse in Italia assieme agli Altavilla. Egli ricevette l'incarico dal Conte Ruggero di narrare le sue imprese e quelle del popolo normanno nella conquista della Calabria e della Sicilia.
E così a Fagnano arrivò un periodo di discreta pace. Nel 1096 dieci o dodici soldati provenienti da Fagnano seguirono Boemondo I di Antiochia, nato nella vicina città di San Marco Argentano, nella prima crociata, e probabilmente caddero durante l'Assedio di Antiochia. Nel 1147, Ruggero II, re di Sicilia, divise la Calabria in due Giustizierati e Fagnano entrò a far parte del Giustizierato di Val di Crati e Terra Giordana (anche chiamata Calabria Citeriore).
Nel 1214 e nel 1230 Fagnano Castello fu colpita da gravissimi sismi che la distrussero e nella primavera successiva fu invasa dalle locuste. A quel tempo Fagnano era sottoposta all'autorità del vescovo barone di San Marco che esercitava i diritti feudali anche sulle terre di San Lauro e Joggi e dipendeva da Ruperto di Tarsia per l'amministrazione civile. Soltanto con la bolla del 10 Giugno 1340 del pontefice Benedetto XII da Avignone, il vescovo di San Marco fu privato dei diritti feudali.

#### Dominazione spagnola
Il 6 ottobre 1492, Ferrante I d'Aragona concesse in feudo Fagnano, Joggi e Malvito a Bernardino Sanseverino, Principe di Bisignano. Il principe Bernardino I aveva provveduto alla edificazione del palazzo feudale a Fagnano situato nell'attuale piazza Splendore, quando Fagnano, piena di capanne, costruite con creta e frasche, incominciavano a sorgere modestissime case in muratura. Il suo erede Pietrantonio Sanseverino, sposato con Erina Castriota Skanderberg di origini albanesi, oltre al mantenimento dell'ordine e della difesa nei suoi feudi, partecipò, distinguendosi, nelle guerre che la Spagna sostenne sotto l'imperatore Carlo V. Il 4 marzo 1527 Pietrantonio smembrò Fagnano e Joggi, casali e pertinenze della baronia di Malvito, e li vendette, per 3000 ducati, con diritto di recesso, a Nicolantonio Falangola, Patrizio di Sorrento; con Regio Assenso del 22 agosto 1527, la vendita si trasformò in definitiva, e con il titolo di Barone.
Qui troviamo per la 1ª volta il titolo di Barone di Fagnano. Nel 1543 gli succedette il figlio primogenito, Filippantonio Falangola Barone di Fagnano, e nel 1600 ereditò il feudo il figlio secondogenito di Filippantonio, Giovan Battista Falangola Barone di Fagnano, Malvito, San Lauro e Joggi. Giovan Battista alzò, in data 19 ottobre 1609, con l'approvazione dell'allora sindaco di Fagnano, Dante Formoso, e i governatori Francesco di Donato e Marsilio Giuliano, il rango di Fagnano da Casale (quello che oggi consideriamo una frazione) a università. Nel 1622, i Falangola furono privati del feudo in quanto avevano parteggiato per i francesi al tempo della discesa di Carlo VIII e con Regio Assenso, il 27 novembre 1622, per non perdere tutto, furono costretti a venderlo a Cesare Firrao, Principe di Luzzi. I Firrao tennero Fagnano fino all'eversione della feudalità (1806).
Girolamo Marafioti, ne Le Croniche et antichità di Calabria (1596) ci racconta di un piccolo villaggio vicino a Cidraro (Cetraro), detto Castel Faggiano:
(Girolamo Marafioti, Le Croniche et antichità di Calabria, Libro IV, 274)
Ne parla anche Giovanni Fiore da Cropani, ne Della Calabria illustrata (1691), riportando alcune cose che scrisse Gabriele Barrio ne De antiquitate et situ Calabriae. Libri quinque (1571):
(Giovanni Fiore da Cropani, "Della Calabria illustrata", Primo Tomo, Parte Seconda, Cap.I., pag. 105)
Ma nella opera di Barrio, oltre a quello che riporta Giovanni Fiore, viene scritto altro:
(Gabriele Barrio, "De antiquitate et situ Calabriae", pag. 100-101)
Con il terremoto del 28 Marzo 1783 che sconvolse tutta la Calabria, anche se non si ebbero morti nel centro, Fagnano viene citato fra i comuni che "patirono lesioni considerevoli", con 10 case rese inabitabili e altre 46 lesionate compresa la chiesa e il Convento dei Minori.

### Età contemporanea

#### Periodo dei Borbone
Compresa nel cantone di Acri, ai tempi della Repubblica Partenopea, col nuovo assetto amministrativo dato dai francesi al Regno di Napoli, all'inizio del XIX secolo, fu inclusa dapprima, quale università, nel cosiddetto governo di Mottafollone e poi tra i comuni del circondario di San Marco Argentano, nella cui giurisdizione fu mantenuta anche dalla legge di riforma borbonica. Durante la Primavera dei popoli, Fagnano e il Regno delle Due Sicilie furono luogo di moti e agitazioni, iniziate a Palermo. Così nacque un forte anelito libertario tra i pochi borghesi acculturati ed il popolo. Il luogo dove si accendevano gli animi e si coltivavano le speranze fu il caffè Maiarota, all'angolo tra la via di mezzo e la piazzetta di San Pietro. Nel 1860 le province continentali del Regno delle Due Sicilie, già sottoposte alla dittatura garibaldina, furono chiamate a votare la fusione con il costituendo Regno d'Italia. I votanti fagnanesi erano 827 su 3 604 abitanti. Di questi votarono SI 808, con 5 assenti e 14 partiti per il campo militare.

#### Regno d'Italia

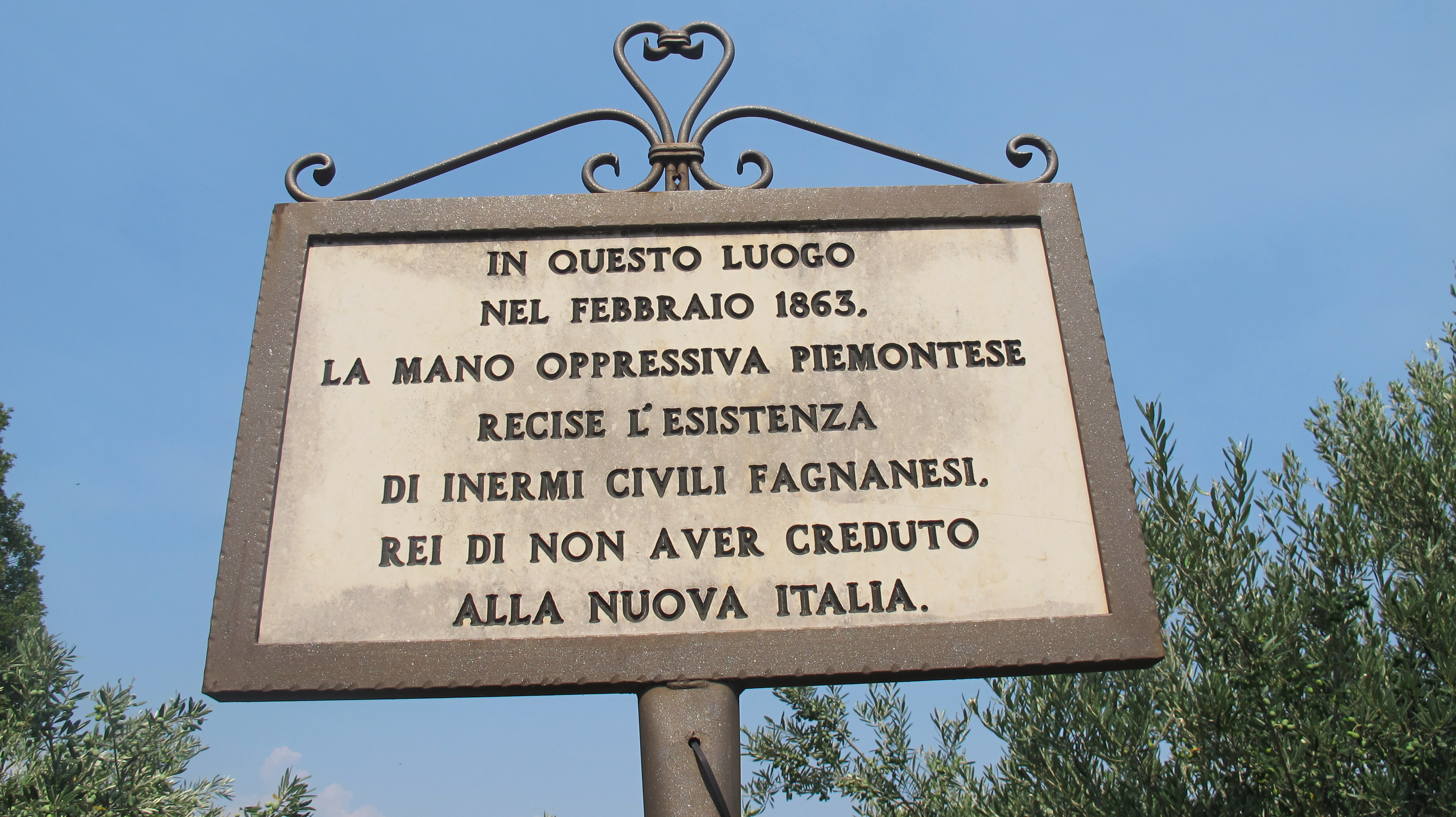
Insegna che ricorda la strage dei 100 contadini inermi a Fagnano

Il fenomeno del brigantaggio dilagava nel Cosentino, una banda capeggiata da Amatuzzo (detto Malerba) Avolio di Fagnano, alleata con la banda di La Valle Francesco di Mongrassano e di Iuele Gennaro di Cavallerizzo, terrorizzava la popolazione locale. Questa banda di ben 97 affiliati era inoltre associata ai cosiddetti "Saracinari", di Saracena, e alla banda del famoso Antonio Franco. Proprio per questo, Camillo Benso Conte di Cavour, su suggerimento di Costantino Nigra, incaricò Pietro Fumel di contrastare il brigantaggio in Calabria, il quale scelse come sede operativa Cirò, dalla quale emanò il 12 febbraio 1862, il seguente bando:
(Pietro Fumel, 12 febbraio 1862)
 Pietro Fumel, avendo carta bianca, si rese protagonista di tante nefande azioni criminali, tra le quali la strage di circa cento contadini inermi qui a Fagnano, compiuta dalle truppe del Regio Esercito Italiano. Ad alcuni furono tagliate le teste, infilzate nei pali ed esibite nella piazza principale del comune a monito di chi volesse seguirne l'esempio.
Un fatto di cronaca ricordato da molti fagnanesi riguarda il sequestro di persona di Domenico Avolio, possidente del luogo; da Malerba Amatuzzo, capobanda precedentemente nominato. Domenico Avolio fu portato a Mongrassano e per richiesta del riscatto gli furono amputati i lobi delle orecchie. La famiglia dovette vendere tutta la proprietà, pagò il riscatto e il prigioniero fu liberato. Da allora, come scherzo crudele, ad Avolio rimase il nomignolo di "ricchie longhe" (orecchie lunghe). Fumel, dopo aver erroneamente ucciso molti innocenti, riuscì a catturare Amatuzzo, che fece fucilare assieme ad altri 20 suoi complici.

La storia post-unitaria si confonde con quella del resto della penisola. Il rovinoso terremoto del 1905 provocò danni all'abitato, furono demolite parzialmente 37 case, puntellate 70 e riparate 232. Sia la chiesa dell'Immacolata Concezione che la chiesa di San Pietro furono colpite, ma dopo restaurate. Sul finire degli anni venti del Novecento le furono annesse Malvito (Marivitu in dialetto fagnanese) e Santa Caterina Albanese (Santacatrìna in dialetto fagnanese), che tornarono a essere autonome nel 1934. Durante la seconda guerra mondiale, tra il 4 e l'8 settembre del 1943, allorché le forze alleate sbarcarono in Sicilia ed iniziarono la marcia verso il continente, il XXXI Corpo d'Armata italiano, che con le truppe germaniche si era ritirato prima dalla Sicilia e poi dall'Aspromonte verso la Calabria settentrionale, immediatamente si trasferì nel territorio adiacente Fagnano, perché oltre che sbarrare le comunicazioni trasversali fra Jonio e Tirreno, la Divisione avrebbe potuto controllare il traffico svolgentesi nella principale arteria di comunicazione longitudinale di tutta la Calabria, la Strada statale 18 Tirrena Inferiore che conduce a Napoli. Il generale del Corpo d'Arma, Camillo Mercalli, tra la notte del 3 e 4 settembre, seguendo gli ordini del generale Mario Arisio di difendere l'Aspromonte ad ogni costo, tentò di effettuare una controffensiva contro l'ottava armata britannica con il concorso della 29ª divisione tedesca, ma dal momento che il grosso della suddetta divisione aveva ricevuto l'ordine di Albert Kesselring di ritirarsi entro l'8 settembre su Castrovillari, pure egli si ritirò verso la Calabria settentrionale. I tedeschi pertanto si limitarono a contenere il nemico con azioni di retroguardia e con estese interruzioni stradali. Dopo l'otto settembre in occasione dell'armistizio di Cassibile, le suddette truppe tedesche, giunte all'altezza dell'istmo che connette Fagnano alla costa tirrenica, vollero assicurarsi della sicurezza del transito, inviando pattuglie motorizzate in esplorazione sino a Fagnano, col compito di sondare, preso a pretesto lo stendimento di un filo telefonico, le reali intenzioni di quel corpo che si era dislocato e aveva rafforzato tutta la zona istmica collinare. In quel mentre, verso le 6 del pomeriggio, il generale Arisio, con l'autorizzazione del Capo di Stato Maggiore del Regio Esercito, Mario Roatta, ordinò al gen. Mercalli di effettuare: 
(Radiomessaggio del Comando 7ª Armata n.2 /8285, ore 18.00 dell'8 settembre 1943)
 Attraversato Fagnano, i soldati tedeschi del 76º Panzerkorps, sotto il comando del generale Traugott Herr, fecero saltare in aria il ponte sovrastante il torrente "Migliuolo" in contrada Ferraro, per, appunto, interrompere le comunicazioni con Cetraro. Le opere di demolizione avvenute in tutta la Calabria, realizzate senza risparmio dai genieri tedeschi e spesso senza preavvertire i Comandi italiani, causarono numerosi inconvenienti alla manovra dei reparti del XXXI Corpo d'Armata, ma imposero anche un notevole rallentamento all'avanzata inglese, come ha ammesso lo stesso Montgomery. A causa della distruzione del suddetto ponte, a Fagnano non passò alcuna truppa alleata.

#### Repubblica Italiana
Nel secondo dopoguerra il paese comincia ad allargarsi, e tra gli anni 60 e 80 la località Cirangolo viene agglomerata al centro urbano del paese, dove vengono costruite molte case ed edifici. Negli anni 80 viene costruita la strada provinciale 270 (SP270), più comunemente nota tra i cittadini fagnanesi come "La Variante". La mattina del 28 Gennaio 2009 l'ala Sud-Est del cimitero comunale di Fagnano viene colpita da una frana. Quest'area, edificata nel 1969 dalla Giunta dell'allora sindaco Enzo Brusco, venne costruita senza parere geologico, poiché non previsto all'epoca. Tra le testimonianze storico-architettoniche figurano le chiese dell'Immacolata e di San Pietro, rifatte in età barocca, su edifici di culto precedenti.

### Simboli
Il gonfalone del comune di Fagnano fu designato e realizzato durante il regno di Federico II nel 1222. Il 30 Gennaio di quell'anno Federico venne a Cosenza per assistere e presiedere alla consacrazione del Duomo e in quella occasione Cosenza e le rappresentanze dei comuni della valle del Crati, adottarono per distinguersi dei propri gonfaloni. Lo fece anche Fagnano ed è dal 1222 che la città di Fagnano ha il suo antico gonfalone nel quale era designata una torre sovrastata dalla corona reale con ai lati un ramo di olivo ed uno di quercia, a significare il carattere laborioso e pacifico e la robustezza di quel popolo.
Una riproduzione tridimensionale e polimaterica, è stata realizzata nel 2010 dall'artista lametino Claudio Bruno Greco ad oggi posseduta da una privata ed esposta in esercizio pubblico in piazza Alfonso Splendore.

## Monumenti e luoghi d'interesse

### Architetture religiose
A Fagnano Castello vi sono 4 chiese, tra cui una situata nella frazione di San Lauro.

#### Chiesa dell'Immacolata Concezione
La chiesa dell'Immacolata Concezione può essere considerata la chiesa madre del paese. Si trova in Piazza Alfonso Splendore. Le notizie riguardanti la Chiesa Madre sono poche e non molto documentate, specialmente se riferite all'inizio dei lavori, che verosimilmente dovrebbero essere iniziati e completati dal II barone di Fagnano, Filippo Antonio Falangola (... – 1600). Secondo la tradizione si racconta che, nel 1551, il popolo di Fagnano si unì nella costruzione della chiesa per aiutare una povera donna, afflitta dal malessere da cui suo figlio era tormentato. Secondo questo racconto, la madre, triste e disperata, rivolse una preghiera a Maria con sincero proponimento di far sorgere un tempio in suo nome affinché suo figlio sia salvato. Così tutti i fagnanesi vollero offrire il braccio e l'avere per l'erezione del Tempio con amore sincero, e dopo trent'anni la chiesa fu completata ed inaugurata dall'allora Vescovo di San Marco Argentano Monsignor Giovanni Antonio Grignetta nel 1581.
La facciata, in stile neoclassico, ingloba sul lato destro la torre campanaria; sulla stessa sono presenti sei lesene nella parte inferiore e quattro in quella superiore terminanti con capitelli in stile corinzio: opera di artisti locali della scuola d'arte di Eduardo Barone. Nella parte superiore è presente una monofora con mosaico vitreo dell’Immacolata. L'interno trinavato è diviso da pilastri rettangolari collegati da archi a tutto sesto. La navata centrale è coperta da una volta a botte con affreschi di pittore anonimo del '700; quelle laterali hanno una volta a crociera. Le navate terminano in tre absidi a forma circolare con volta a cupola. Nel 1939 il giovane novello don Olindo Settimio Tocci trova la chiesa in condizioni pericolanti, tanto da dover essere chiusa al culto, e inizia i lavori di restauro portando la chiesa alle attuali condizioni di decoro. L'avvenimento è ricordato da una lapide, posta sul lato sinistro dell'entrata principale, all'interno.

#### Chiesa di San Pietro
Situata anch'essa in Piazza Alfonso Splendore, si crede sia stata fondata su un probabile preesistente piccolo edificio. La prima pietra della chiesa è stata posta nel 1600, e l'intero edificio fu terminato nel 1610. La chiesa fu opera e voluta da Giovan Battista Falangola, barone di Fagnano, Malvito, Joggi, San Lauro e San Casale. Nella chiesa è sepolto il padre di quest'ultimo, Filippantonio Falangola, che morì nel 1600.
La facciata principale ha un portale inquadrato da un arco ellittico sovrastato da un rosone, opera di Emilio Fabris allievo della scuola d'arte di Eduardo Barone. Ai lati della facciata due alte lesene reggono due cornici, una delle quali presenta elementi ornamentali. Sopra è presente il timpano decorato a rilievo su cui svetta la statua dell'Arcangelo Michele, realizzata da Camillo Capolupo della scuola d'arte di Eduardo Barone. La chiesa è affiancata, sul lato destro, da una torre campanaria. L'interno trinavato, ricco di stucchi barocchi, custodisce una statua della Vergine del Rosario e un pulpito ligneo di fine '700.

#### Chiesetta della Madonna delle Grazie

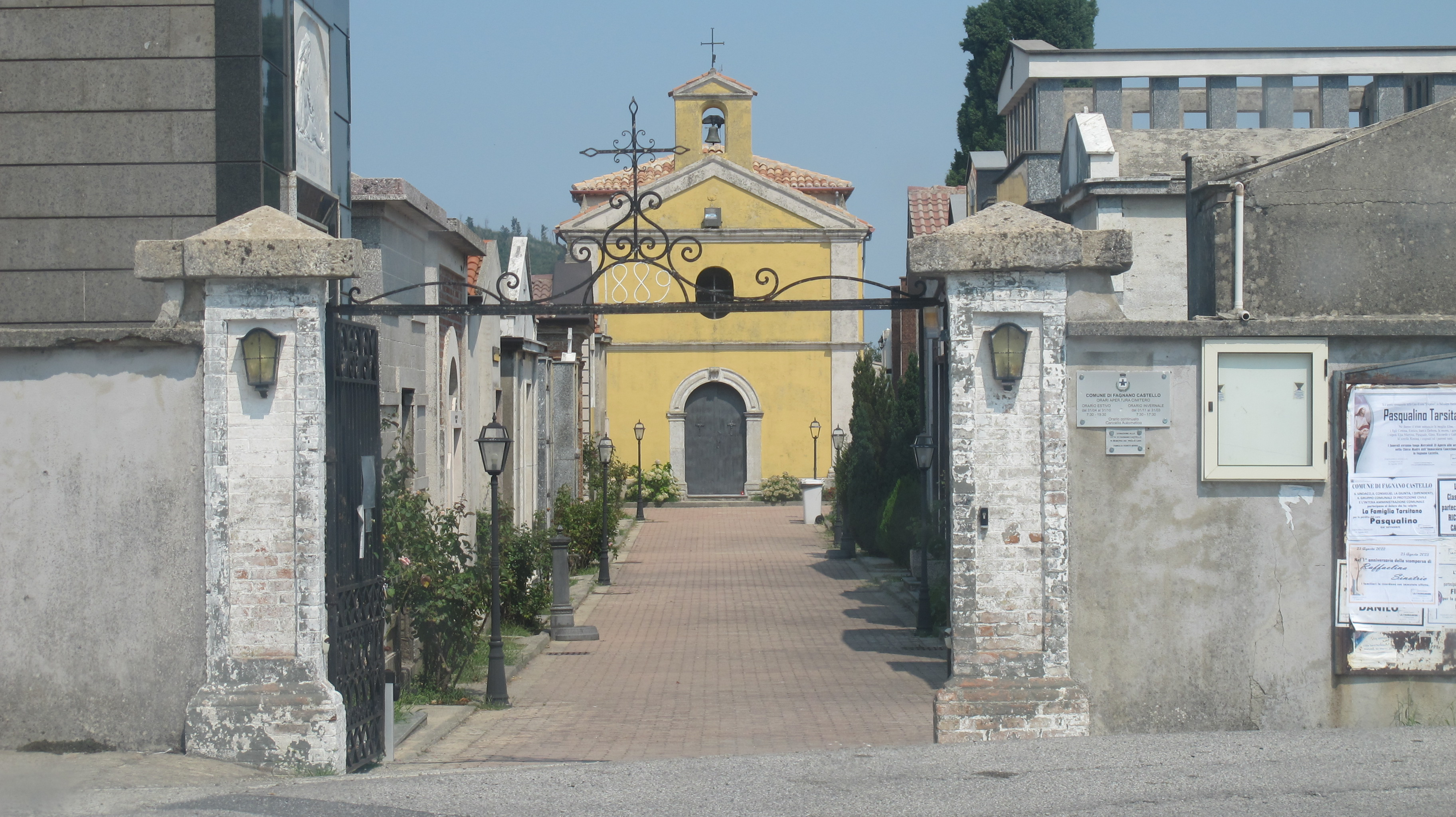
Chiesetta della Madonna delle Grazie

Questa modesta chiesetta è di lontanissima e incerta memoria, ma senza dubbio è opera di qualche pio eremita allorché in Calabria c'era la fioritura del monachesimo. I monaci bizantini, tra i quali anche i monaci basiliani, cercando riparo dalle scorrerie saracene e dalla persecuzione, trovarono rifugio in zone dell'Impero bizantino scarsamente popolate e lontane dalle coste, come il Mercurion nei territori dell'Italia bizantina. Quindi certamente intorno all'anno mille, uno o più eremiti ortodossi approdarono su quella collinetta solitaria vicina a Fagnano e costruirono la Chiesetta. Al tempo l'influenza greco-ortodossa nel Cosentino era molto forte, a Mercurion esisteva un'importante eparchia che divenne il centro di irradiazione del monachesimo greco nell'Italia meridionale. Solo con la conquista normanna e la conseguente espansione del rito romano, iniziò la decadenza che portò i monasteri di rito greco ad essere assoggettati ad abbazie latine, nello specifico alla Badia di Cava e alla Badia di Santa Maria della Matina,, e quindi alla liquidazione dell'eparchia. Al suo interno vi è murata una lapide scritta in latino che racconta del suo restauro nel 1743 da un certo Don Francesco Zumpano.
La chiesetta è piccola, disadorna, ad una sola navata con un solo altare centrale, una facciata semplice, sormontata da una campanella, è ora inglobata nel perimetro del cimitero comunale mentre un tempo era immersa nel verde.

### Architetture civili

#### Convento di San Sebastiano

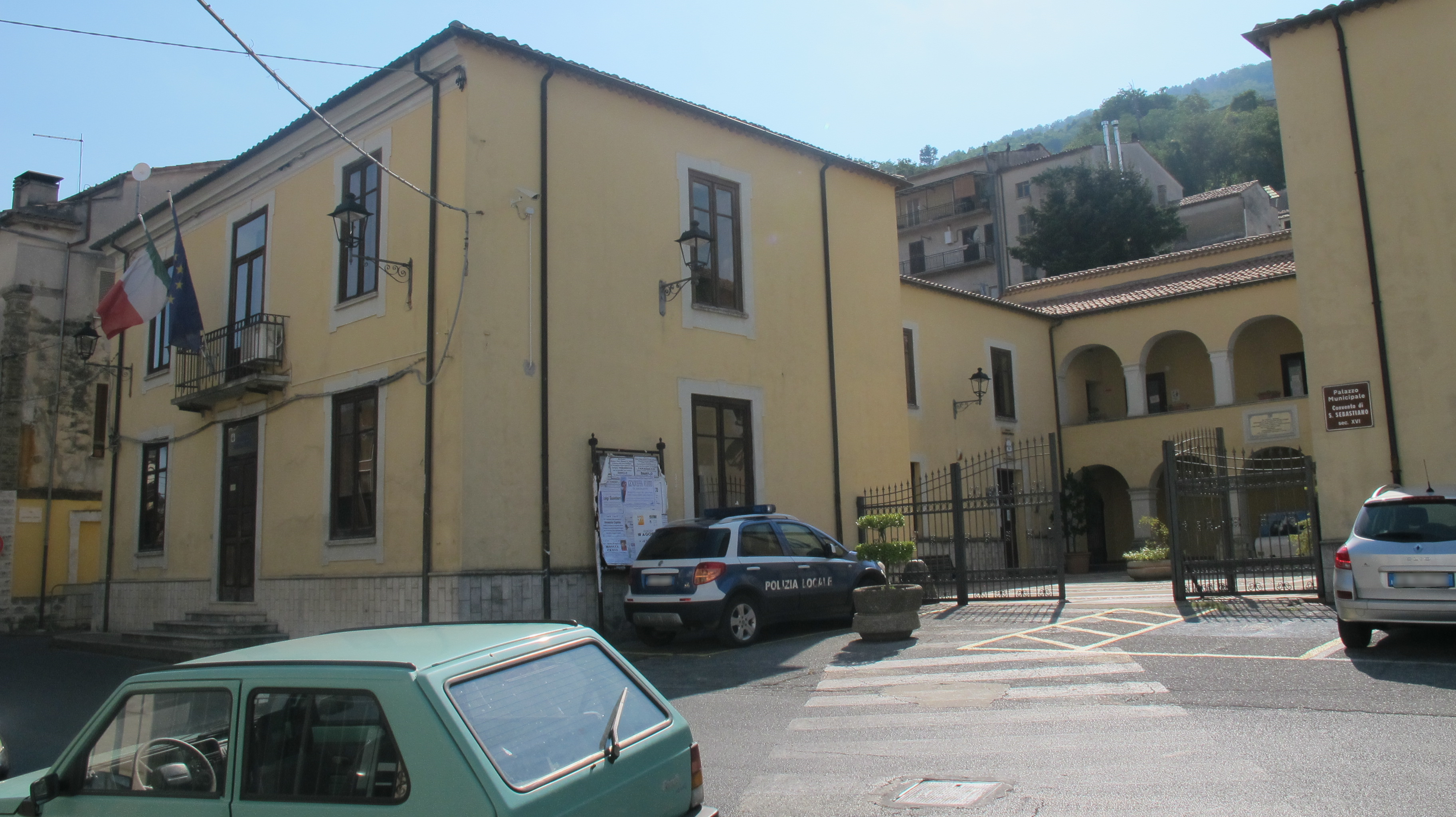
Convento di San Sebastiano

Nel 1580, sotto il baronato di Filippantonio Falangola, 5 frati del terzo ordine francescano fondarono un convento sull'ampio e largo orto di un frate di nome Crescenzio, che lo diede in eredità ai suoi fratelli con la richiesta di erigere su di essa un Convento. Attualmente è sede del municipio.

### Piazze

#### Piazza Alfonso Splendore
È la piazza principale del paese, chiamata semplicemente "Piazza" dai fagnanesi. È intitolata al medico e batteriologo Alfonso Splendore, di origini fagnanesi, che scoprì la toxoplasmosi, un'importante scoperta per lo studio della patologia umana. Affacciati ad essa sono il palazzo del Principe, la Chiesa dell'Immacolata, la casa Barone e l'Anello. Seguendo la strada verso Nord si scende verso la piazzetta Eduardo Barone e la chiesa di San Pietro. Dalla piazza si snoda la via Vittorio Emanuele che conduce a Piazza Aldo Moro, via Giuseppe Garibaldi (chiamata dai fagnanesi "Timpone") che conduce al Convento, via Don Giovanni Bosco che conduce alla piazzetta Don Bosco e via Regina Margherita di Savoia che conduce all'inizio del paese. Prima la piazza era chiamata "Piazza Umberto I".

#### Piazza Aldo Moro
La Piazza Aldo Moro è situata sul ponte che sovrasta il torrente Cannatello, affluente del fiume Fullone, a sua volta affluente del fiume Crati. È la seconda piazza per ordine di grandezza, anche qui la gente è molto numerosa. La piazza è chiamata dai fagnanesi U Ponti, ovvero "Il Ponte", infatti prima degli anni 80 la piazza era chiamata ufficialmente "Piazza Ponte". Anticamente il ponte era un semplice collegamento di legno, ma verso il 1600 il ponte fu ricostruito in pietra, e col tempo divenne una vera e propria piazza. Nel 1890 qui vi fu aperto il primo albergo cittadino A Lucànna (ovvero "la Locanda") da Alfonso Barone. Dal Ponte si può godere ampia veduta della valle circostante e del monte Pizzo, distante poche centinaia di metri in linea d'aria.

#### Piazzetta Ritiro
Situata a valle del paese, il Ritiro un tempo era raggiungibile solo a piede, ma oggi vi si può accedere grazie a una strada collegata a quella di fondovalle. È una delle parti più vecchie del paese, anticamente in questa piazzetta si trovava il cosiddetto Convento delle Clarisse, suore di quest'ordine ritiratesi a Fagnano. Per questo motivo tutto il quartiere viene ancora oggi individuato con il nome "Ritiro delle Clarisse". È punto di ritrovo e di preghiera non solo del quartiere ma dell'intera collettività di Fagnano. Inoltre durante la Sagra delle Castagne di solito vengono servite caldarroste gratuite.

#### Piazzetta Fiorentisi
La Piazzetta Fiorentisi o "Largo Jiurintìsi" è una piazzetta alla fine della "Stratimmienzu" ove trovasi una sorgente di acqua potabile. Riguardo l'etimologia del toponimo, anticamente vi abitavano alcune famiglie fiorentine emigrate a Fagnano.

## Società

### Evoluzione demografica
Abitanti censiti

L'evidente picco della popolazione del comune durante gli anni venti avvenne poiché ad essa le furono annesse Malvito e Santa Caterina Albanese, che tornarono a essere autonome nel 1934.

### Etnie e minoranze straniere
La popolazione straniera al 2023 è di 69 unità.
Secondo alcuni, un tempo esisteva una minoranza ebraica a Fagnano, e probabilmente vivevano presso l'attuale via Gioacchino da Fiore, che fino a poco tempo fa era chiamata "vico Usurai". Nonostante ciò non ci sono prove che confermino la suddetta teoria.

### Lingue e dialetti
Il dialetto fagnanese (IPA: [ˈuːfaɲaniːsɪ̆], 'U Fagnanìsu in dialetto fagnanese) appartiene, come il resto dei dialetti calabresi, al diasistema dei dialetti della Calabria. Ufficialmente fa parte dei dialetti italiani meridionali ed è molto simile agli altri dialetti della Valle dell'Esaro e della Sibaritide in generale. Poche sono le differenze tra i dialetti limitrofi della zona, con l'eccezione del dialetto guardiolo, enclave linguistica della lingua occitana, e del dialetto arbëreshe di Santa Caterina Albanese (Picilia in arbëresh).

### Religione
La religione più diffusa è il cattolicesimo: Fagnano fa parte della diocesi di San Marco Argentano-Scalea, appartenente alla regione ecclesiastica Calabria. Sono anche presenti delle minoranze marocchine che praticano il sunnismo, per precisare il malikismo. Inoltre si possono trovare delle minoranze rumene che seguono la chiesa Ortodossa (di rito rumeno ovviamente).

### Tradizioni e folclore
- Festa di San Sebastiano, Patrono del paese (20 gennaio): nasce nel 1656, quando i fagnanesi accolsero la proposta del priore del Convento don Vincenzo Caputo di renderlo santo Patrono[64]. Da allora il 20 gennaio, oltre ai festeggiamenti religiosi e laici, si teneva anche la più grande fiera dell'anno, principalmente incentrata sulla compravendita di bestiame.[65]
- Festa della Natività della Beata Vergine Maria (8 settembre): nasce nel 1854, allorché il paese pregò la Madonna affinché fermasse la peste che minacciava Fagnano, promettendole in cambio per sempre una festa a Lei dedicata proprio in questo giorno.[66]

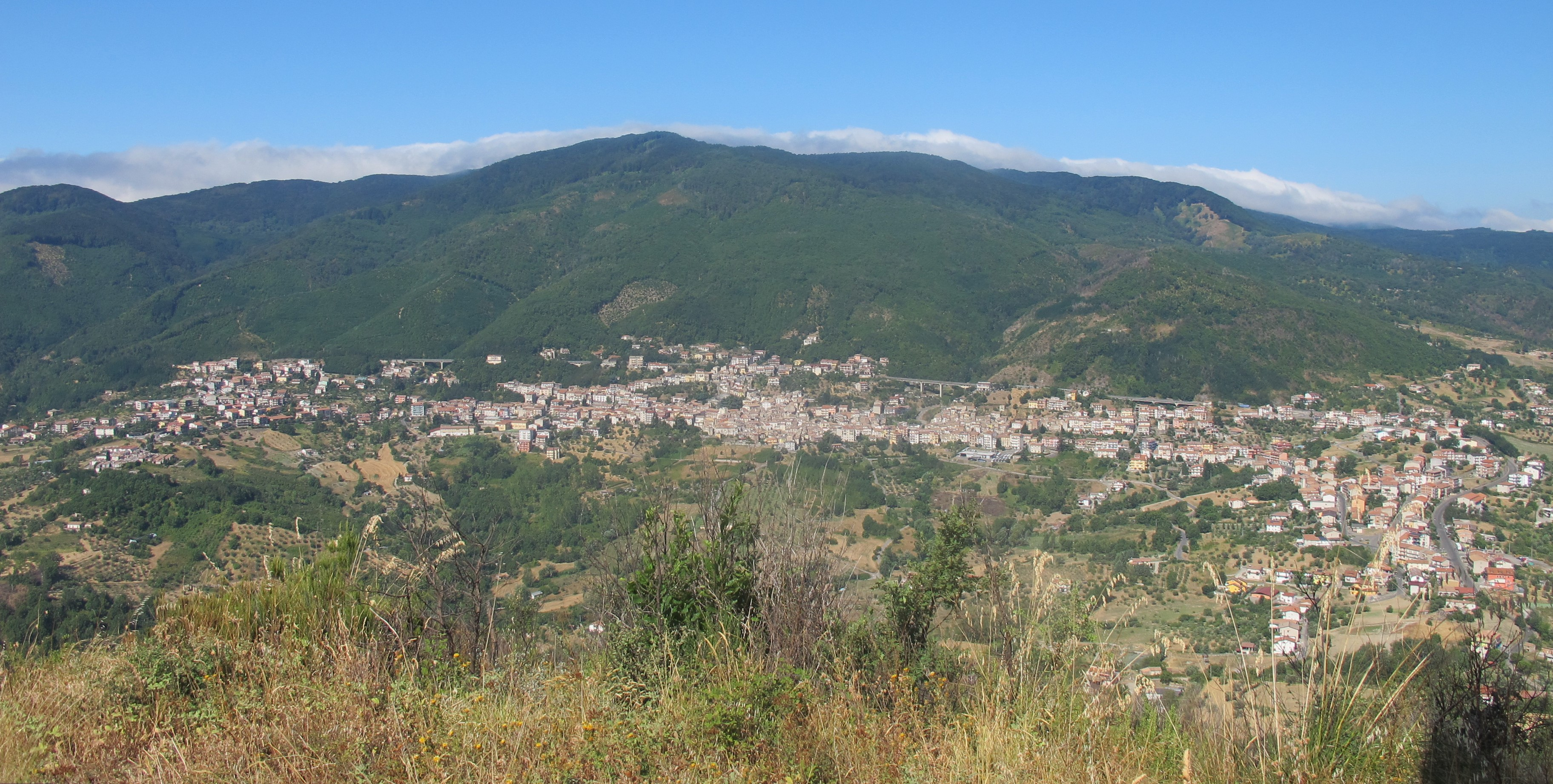
Fotografia di Fagnano Castello dal Monte Pizzo

- A "Ligrizza" (7 dicembre): La sera della vigilia della Madonna Immacolata ogni famiglia accende il proprio falò di scoppiettante ginestra, chiamata "ligrizza", e durante questo giorno si può sentire questa filastrocca:

## Cultura

### Istruzione

#### Scuole

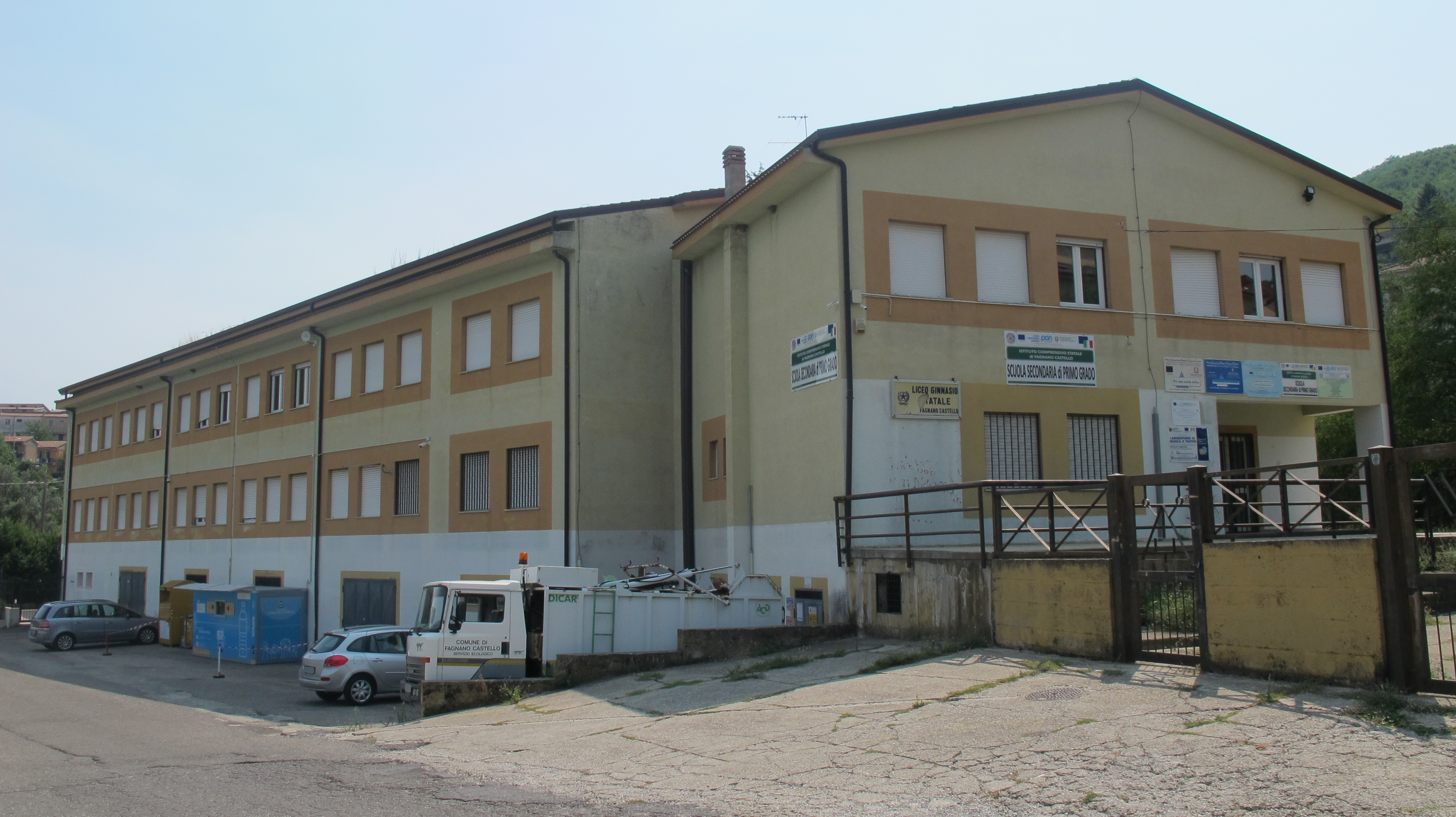
Fotografia della Scuola superiore di primo e di secondo grado di Fagnano Castello

A Fagnano Castello vi è un unico asilo nido, una scuola dell'infanzia, una scuola primaria, una scuola secondaria di I grado, un liceo classico ed un istituto tecnico.

### Musei

#### Museo della civiltà contadina di Vincenzo de Rose
Nel 2005, grazie all’impegno del Comune di Fagnano Castello e della Comunità Montana “Unione delle Valli”, si inaugura il “Museo della civiltà contadina di Vincenzo de Rose”, il primo museo fagnanese. Nel museo è presente un'importante collezione di reperti, strumenti e foto attestanti la vita nelle case, nei campi, nelle botteghe e per le strade di Fagnano Castello fino al secondo dopoguerra.

## Geografia antropica

### Frazioni
Nel territorio di Fagnano Castello sono presenti 9 frazioni (molti di questi hanno la maggior parte della propria storia legata a quella di Fagnano, eccetto per San Lauro):

Veduta della Piazza Legionario a San Lauro

San LauroSan Lauro (Santulàvuru in dialetto fagnanese) è un piccolo paesino, arroccato su un’altura (550 m s.l.m.). La sua posizione offre un magnifico panorama, infatti, dalla piazza si scorge un suggestivo paesaggio che va dalla montagna del Pettoruto, alla piana di Sibari e fino alle colline di Spezzano Albanese e Mongrassano: nelle giornate nitide si intravedono due lembi del Mar Ionio.  Le origini di San Lauro sono legate alla storia bizantina, infatti all'inizio della lotta iconoclasta migliaia di monaci Basiliani, fuggendo dall'Oriente a causa della persecuzione che li stava affliggendo, arrivarono dal Salento nel resto del Meridione, e alcuni arrivarono in Calabria. Molti di questi portarono nei monasteri calabresi i resti e il culto di San Floro, fondando anche l'omonimo comune. Ma alcuni di questi portarono i resti e il culto del suo gemello, San Lauro. San Lauro ebbe una storia simile a quella di Fagnano fino al 1622, anno in cui Fagnano cadde nelle mani dei Firrao. San Lauro si "staccò" da Fagnano e fu data in affitto ad Andrea Gonzaga di Calabria Citra per 3 anni, per poi diventare territorio dei Sacchini. Nel 1631 San Lauro si trova nelle mani dei Rende con a capo il barone Filippo Rende, che vende San Lauro nel 1644 a un certo Antonio Zaccheno. Nel 1670 San Lauro viene comprata da Carlo Ardias, nobile spagnolo, Presidente della Regia Camera della Sommaria, che viene intitolato I marchese di San Lauro. La famiglia Ardias ebbe controllo della frazione fino al 1749, quando Petronilla Guglielmini Ardias morì senza figli, e il titolo transitò al figlio Giovanni Teresino Gironda, avuto con Giovan Giuseppe Gironda. I Gironda erano una famiglia di origini normanne probabilmente al servizio di Roberto il Guiscardo, diventate prominenti con l'ascesa di Carlo d'Angiò nel Meridione, che tramandarono il titolo nonostante la loro totale assenza nel territorio di San Lauro. Dopo l'eversione della feudalità la storia della frazione si confonde con quella di Fagnano.
- Cafaro (Càfaru in dialetto fagnanese): È una zona agricola situata al di sotto del cimitero comunale.
- Carbonaro (Carivunàru in dialetto fagnanese): È una zona montagnosa situata lungo la Strada statale 283 delle Terme Luigiane di fronte a Policarette, nei pressi della Montagna Magna (Muntagnamàgna in dialetto fagnanese).
- Ferraro (Firràru in dialetto fagnanese): È una zona agricola situata al sud del territorio comunale.
- Mallamo: Situata lungo la Strada statale 283 delle Terme Luigiane.
- Mirabella: Situata al nord del territorio comunale.
- Policarette: È una zona agricola situata lungo la Strada statale 283 delle Terme Luigiane di fronte a Carbonaro.
- Rinacchio (Rinàcchjiu in dialetto fagnanese): È una zona agricola situata a sud del territorio comunale, è sito del Campo Sproviero e dei resti dell'antica torre (Il "castello di Fagnano"). Qui si può trovare una sorgente di acqua minerale potabile.
- Sant'Angelo (Santàngiulu in dialetto fagnanese): È una zona agricola vicino San Lauro. Una piccola parte di essa si trova lungo la Strada statale 283 delle Terme Luigiane.

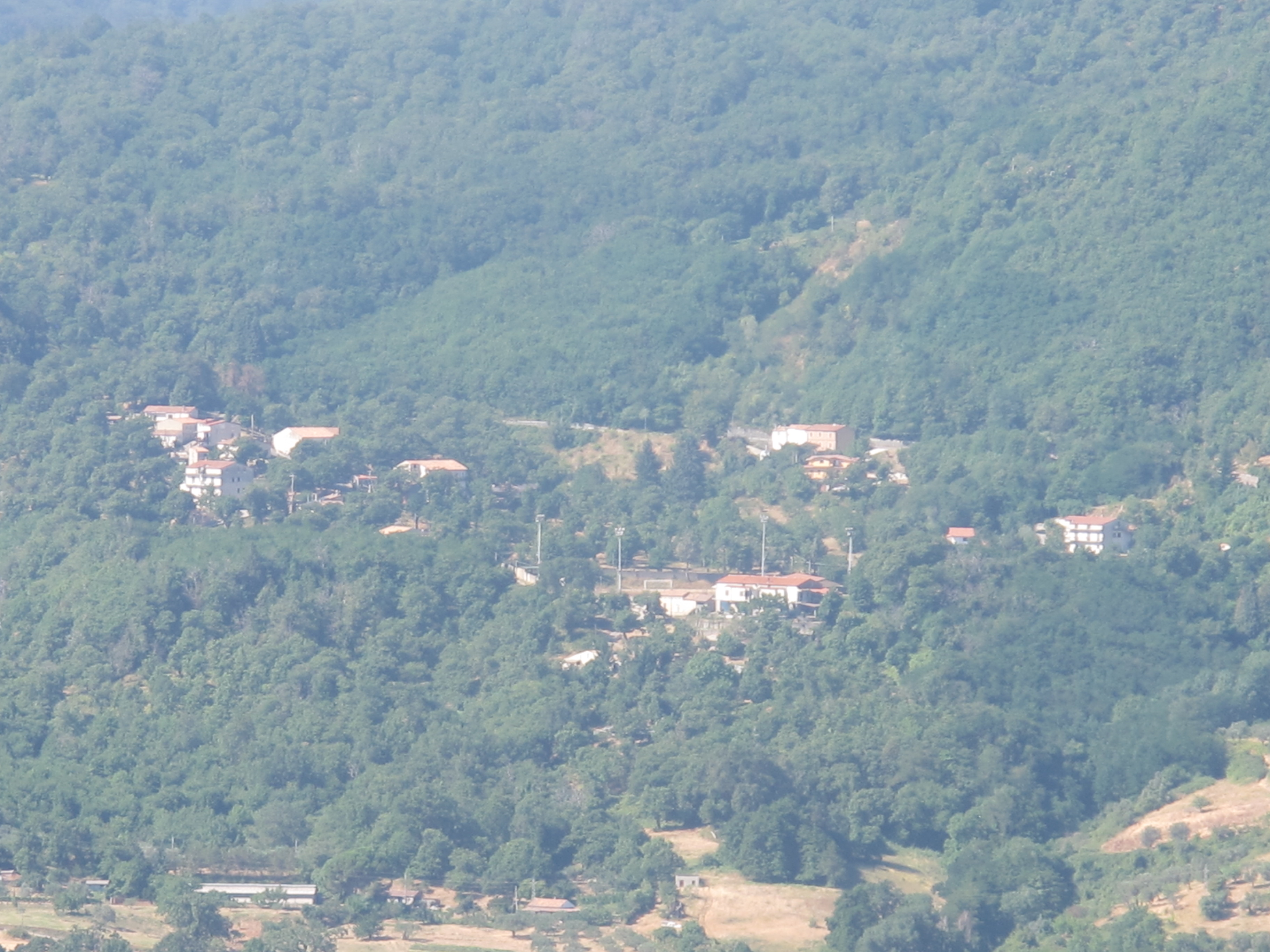
Fotografia del Rinacchio dal Monte Pizzo

## Amministrazione

### Sindaci di Fagnano Castello (dal 1946)
| Periodo | Periodo   | Primo cittadino           | Partito                                  | Carica      | Note |
| ------- | --------- | ------------------------- | ---------------------------------------- | ----------- | ---- |
| 1946    | 1952      | Giuseppe Lanzillotta      | Democrazia Cristiana                     | Sindaco     |      |
| 1952    | 1962      | Giovanni Sirena           | Democrazia Cristiana                     | Sindaco     |      |
| 1962    | 1964      | Umile Fiore               |                                          | Sindaco     |      |
| 1965    | 1967      | Fiore Gordano             | Partito Comunista Italiano               | Sindaco     |      |
| 1968    | 1969      | Nicola Bosa               |                                          | Comm. pref. |      |
| 1969    | 1973      | Enzo Brusco               | Democrazia Cristiana                     | Sindaco     |      |
| 1974    | 1979      | Giuseppe Sirena           | Democrazia Cristiana                     | Sindaco     |      |
| 1979    | 1983      | Francesco Giglio          | Partito Comunista Italiano               | Sindaco     |      |
| 1983    | 1984      | Giuseppe Rogato           | Partito Socialista Italiano              | Sindaco     |      |
| 1985    | 1986      | Francesco Giglio          | Partito Comunista Italiano               | Sindaco     |      |
| 1986    | 1990      | Toniella de Rose          | Partito Comunista Italiano               | Sindaco     |      |
| 1990    | 1993      | Mario Salvatore Orsomarso | Partito Socialista Italiano              | Sindaco     |      |
| 1993    | 1994      | Toniella de Rose          | Partito Democratico della Sinistra       | Sindaco     |      |
| 1994    | 2002      | Luigi Rinaldo Brusco      | Lista civica                             | Sindaco     |      |
| 2002    | 2007      | Lorenzo Avolio            | Lista civica                             | Sindaco     |      |
| 2007    | 2012      | Luigi Rinaldo Brusco      | Lista civica                             | Sindaco     |      |
| 2012    | 2017      | Giulio Tarsitano          | Lista civica "Trasparenza e Legalità"    | Sindaco     |      |
| 2017    | 2022      | Giulio Tarsitano          | Lista civica "Fagnano Positiva"          | Sindaco     |      |
| 2022    | in carica | Raffaele Giglio           | Lista civica "Fagnano Attiva e Solidale" | Sindaco     |      |